# وومنگتسا (استان اوپوله)
وومنگتسا (به لاتین: Łomnica) یک روستا در لهستان است که در گمینا اولسنو (استان اوپوله) واقع شده‌است.